# 瑙吉塞凯伊
瑙吉塞凯伊，是匈牙利托尔瑙州所辖的一个村，总面积36.70平方公里，总人口430，人口密度11.7人/平方公里（2010年1月1日）。